# Yphthimoides patricia
Yphthimoides patricia är en fjärilsart som beskrevs av Hayward 1957. Yphthimoides patricia ingår i släktet Yphthimoides och familjen praktfjärilar. Inga underarter finns listade i Catalogue of Life.